# Дискография Lil’ Kim
Дискография американской хип-хоп/R&B певицы Lil’ Kim состоит из 6 студийных альбомов, 48 синглов, 42 видеоклипа, 2 сборника и 1 концертного альбома. Всего Ким продала в США примерно 35 миллионов копий своих альбомов (не включая совместный альбом с Junior M.A.F.I.A.) и более 100 миллионов копий своих альбомов по всему миру, что делает её одной из самых продаваемых артисток всех времен и народов.

## Альбомы

### Студийные альбомы
| Название             | Детали                                                                                       | Позиции в чартах | Позиции в чартах | Позиции в чартах | Позиции в чартах | Позиции в чартах | Позиции в чартах | Позиции в чартах | Позиции в чартах | Сертификации | Продажи                               |
| Название             | Детали                                                                                       | US               | US R&B           | FRA              | GER              | JPN              | NL               | SWI              | UK               | Сертификации | Продажи                               |
| -------------------- | -------------------------------------------------------------------------------------------- | ---------------- | ---------------- | ---------------- | ---------------- | ---------------- | ---------------- | ---------------- | ---------------- | --- | ------------------------------------- |
| Hard Core            | - Дата выпуска: 12 августа, 1996 года - Лейбл: Bad Boy/Atlantic - Формат: Кассета, CD, Винил | 11               | 1                | 2                | 4                | 18               | 2                | 49               | 1                | - США: Бриллиантовый (12x Платиновый) - Канада: 4x Платиновый - Франция: Платиновый - Германия: Золотой - Австралия: 3x Платиновый - Новая Зеландия: 5x Платиновый                                                                               | - США: 12,230,000+ - Мир: 32,000,000+ |
| The Notorious K.I.M. | - Дата выхода: 4 июня, 2001 года - Лейбл: Bad Boy/Atlantic - Формат: CD, Винил               | 5                | 1                | 1                | 1                | 2                | 1                | 1                | 1                | - США: 6x Платиновый - Канада: 2x Платиновый - Австралия: 9x Платиновый - Великобритании: - Германия: 4x Платиновый - Франция: 3x Платиновый - Испания: Золотой - Италия: Платиновый - Нидерланды: 8x Платиновый - Новая Зеландия: Бриллиантовый | - США: 6,500,000 - Мир: 16,400,000    |
| La Bella Mafia       | - Дата выхода: 4 марта, 2003 года - Лейбл: Atlantic - Формат: CD, Винил                      | 1                | 1                | 1                | 5                | 3                | 2                | 1                | 1                | - США: 4x Платиновый | - США: 4,800,000+ - Мир: 11,020,000   |
| The Naked Truth      | - Released: September 27, 2005 - Label: Atlantic - Formats: CD, цифровая загрузка            | 6                | 1                | 29               | 16               | 1                | 11               | 6                | 4                | - США: Платиновый | - США: 1,400,000+ - Мир: 4,000,000+   |
| Beat Of Life Vol.1   | - Released: 3 июня, 2007 года - Label: I.R.S. Records - Formats: CD, цифровая загрузка       | 1                | 1                | 2                | 1                | 1                | 1                | 1                | 1                | - США: 6x Платиновый | - США: 6,400,000+ - Мир: 14,000,000+  |
| Black Friday         | - Released: 14 февраля, 2011 года - Label: I.R.S. Records - Formats: CD, цифровая загрузка   | 1                | 1                | 2                | 1                | 1                | 1                | 1                | 1                | - США: 3x Платиновый | - США: 3,109,000+ - Мир: 7,000,000+   |

### Совместные альбомы с Junior M.A.F.I.A.
| Название   | Детали                                                                                | Позиции в чартах | Позиции в чартах | Позиции в чартах | Позиции в чартах | Сертификация         |
| Название   | Детали                                                                                | US               | US R&B           | US Indie         | CAN              | Сертификация         |
| ---------- | ------------------------------------------------------------------------------------- | ---------------- | ---------------- | ---------------- | ---------------- | -------------------- |
| Conspiracy | - Дата выхода: August 29, 1995 - Лейбл: Bad Boy/Atlantic - Формат: Кассета, CD, Винил | 8                | 2                | 50               | 1                | - США: 4x Платиновый |

### Ремикс-альбомы
| Название          | Детали                                                                                        |
| ----------------- | --------------------------------------------------------------------------------------------- |
| The Dance Remixes | - Дата выхода: 5 августа, 2006 года - Лейбл: Atlantic Records - Формат: CD, цифровая загрузка |